# Трубников, Павел Алексеевич
Па́вел Алексе́евич Тру́бников (1877—1936) — русский и советский архитектор, брат архитекторов Евгения и Михаила.

## Биография
Родился 24 февраля (8 марта по новому стилю) 1877 года в селе Большие Соли Костромской губернии в семье столяра-резчика, из семерых детей которого трое стали архитекторами.
В 1901 году окончил МУЖВЗ, где был удостоен Малой и Большой серебряной медалей; в 1904 году — Императорскую академию художеств, получив звание художника-архитектора.
Сначала работал помощником у С. У. Соловьева на строительстве в Москве Третьяковской богадельни (улица Б. Серпуховская). C 1906 года работал в провинциальных городах России. Самостоятельно выполнил проекты мужской гимназии в Ростове Великом (1906, построена в 1908—1910 годах), доходного дома Варваринского общества (1911, совместно с братом Евгением), Музея промышленности и искусства в Иванове (1912), больницы в Иваново-Вознесенске (1912, построена в 1914 году), водонасосной станции в Сарапуле (1909, построена в 1910 году). В 1911—1912 годах обучался за границей.
C 1914 года стал жить в Иваново-Вознесенске, где работал и с 1921 года преподавал на кафедре зодчества Иваново-Вознесенского политехнического института. Был участником Первой мировой войны. В 1925 году трудился в проектном бюро «Текстильтреста».
Умер в 1936 году в городе Иваново.